# 外山村 (愛知県)
外山村（とやまむら）は、愛知県東春日井郡にあった村。

## 歴史
- 1889年（明治22年）10月1日 - 町村制の施行により、東春日井郡北外山村、南外山村、北外山入鹿新田が合併し外山村が発足。
- 1906年（明治39年）7月16日 - 小牧町、真々村、和多里村、境村と合併し、小牧町が発足して消滅。